# Breaking Up - Lasciarsi
Breaking Up - Lasciarsi è un film del 1997 diretto da Robert Greenwald, basato su un lavoro teatrale di Michael Cristofer.

## Trama
Steve e Monica, da tempo fidanzati, si amano moltissimo ma il loro rapporto non è tutto rose e fiori: i due litigano frequentemente, in un continuo tira e molla, che finisce però sempre con un ritorno di fiamma.
Viene il giorno in cui decidono di sposarsi e tutto procede fino a quando non sono in chiesa, davanti al sacerdote: qui, colti dalla paura, rompono definitivamente. Dopo aver preso strade diverse, nessuno dei due ha più notizie dell'altro.
Qualche anno dopo si incontrano nuovamente ad una festa, entrambi sposati con altre persone e con figli; dopo aver "rievocato" il loro passato, cominciano a provare nostalgia per il loro amore, e torna l'attrazione che scoprono non essersi mai spenta. 
Ma quando tutto sembra essere tornato come prima, quando il loro amore sembra essere rinato, i due capiscono di non poter fare più nulla, perché le loro vite sono cambiate: riprendono così le loro strade separate.

## Produzione
Il film è stato prodotto dalla collaborazione tra Greenlight Productions, New Regency Pictures, Regency Enterprises, e Warner Bros. Le scene sono state girate completamente a Los Angeles, California.

## Tagline
La tagline del film è la seguente:
- When the sex is great. When the passion is intense. When the love is strong. It's time for... breaking up.
  - Quando il sesso è fantastico. Quando la passione è intensa. Quando l'amore è forte. É tempo di ... rottura.

## Distribuzione
La pellicola è stata distribuita negli Stati Uniti d'America il 17 ottobre 1997; in Australia nel dicembre dello stesso anno; in Argentina il 21 aprile 1998 con il nome Un amor inconcluso; in Francia il 1º luglio come Breaking Up; in Finlandia l'8 agosto come Tunteet solmussa; in Islanda il 13 agosto; in Giappone il 7 novembre come Turning Love.

### Divieto
Il film, a seconda del paese di distribuzione, ha avuto una censura più o meno severa: in Argentina è stato vietato ai minori di 13 anni; in Australia è stato valutato con la lettera M, ovvero Recommended for mature audiences (sconsigliato ai minori di 15 anni); in Finlandia S (adatto a tutti), come in Francia (con il simbolo TP, ovvero Tous Publics); in Germania ai minori di 12; in Ungheria 14; a Singapore 16; in Corea del Sud 18, mentre in Regno Unito ai minori di 15 anni. Negli Stati Uniti d'America è stato invece valutato dalla Motion Picture Association of America (MPAA) con la lettera R (restricted), ovvero vietato ai minori di 17 anni non accompagnati dai genitori.

## Accoglienza
Il film è stato accolto in modo abbastanza "misto" dalla critica: su MYmovies.it riceve un punteggio di 1/5, mentre su Comingsoon.it 5/5.
Simone Emiliani (de Film):
"Ovviamente il film di Greenwald, nella sua conformazione espressiva 'aperta', si concede anche a qualche brusca caduta. Ciò è inevitabile in un'opera che deve i suoi pregi maggiori ai momenti di sospensione, a una continua, doppia, finzione da parte dei personaggi. Frequenti e violenti ellissi temporali spezzano continuamente l'itinerario esistenziale di due individui, il cui merito maggiore, da parte di Greenwald, è quello di averli mostrati nella loro assoluta normalità, ma senza rinunciare per questo ai meccanismi della finzione. Film piccolo, imperfetto e autentico, 'Breaking Up' è esempio di opera difficilmente collocabile sul mercato."